# Calocypha
Genre
Calocypha est un genre d'insectes odonates (libellules) du sous-ordre des Zygoptera (demoiselles) de la famille des Chlorocyphidae. 

## Dénomination
Le genre Calocypha a été décrit par l'entomologiste britannique Frederick Charles Fraser en 1928 avec pour espèce type Rhinocypha laidlawi Fraser, 1924.

## Publication originale
- (en) Fraser, C. F. 1928. Indian dragon-flies. Parts xxix-xxx. Journal of the Bombay Natural History Society, 32: 450-459 [457].

## Taxinomie
Ce genre ne comporte qu'une espèce,.
- Calocypha laidlawi (Fraser, 1924)